# Willy Dörr
Wilhelm „Willy“ Dörr (* 7. August 1881 in Frankfurt am Main; † 5. April 1955 ebenda) war ein deutscher Leichtathlet, Tauzieher und Sportpädagoge.
Dörr nahm bei den Olympischen Zwischenspielen 1906 in Athen an Leichtathletik- und Tauziehenwettbewerben teil. Während er im Diskuswurf schnell ausschied, erreichte er im Modernen Fünfkampf den 16. Platz. Zusammen mit Wilhelm Born, Karl Kaltenbach, Joseph Krämer, Wilhelm Ritzenhoff, Heinrich Rondi, Heinrich Schneidereit und Julius Wagner holte er aber im Tauziehen die Goldmedaille, Silber ging an Griechenland.
Nach seiner Sportkarriere schrieb er mehrere Bücher zu sportpädagogischen Fragen.